# البدع (قطر)
البدع یک محله در قطر است که در دوحه واقع شده‌است. البدع ۱٫۳ کیلومتر مربع مساحت و ۱٬۱۰۲ نفر جمعیت دارد. این شهرقبلاً بزرگ‌ترین شهر قطر در قرن نوزدهم بود، قبل از اینکه دوحه، به عنوان شاخه ای از البدع، برجسته شود. البدع در اواخر قرن بیستم به عنوان منطقه ای در شهرداری دوحه ثبت شد.
دیوان امیری قطر (دفتر ریاست جمهوری) از سال ۱۹۱۵ در این منطقه مستقر شده‌است.